# Iván Romeo Abad
Iván Romeo Abad   (Valladolid, 16 d'agost de 2003) és un ciclista espanyol de carretera, professional des del 2022 i que actualment corre per a l'equip Movistar Team en categoria UCI WorldTeam.
Ha guanyat el campionat del món en contrarellotge sub-23 i el campionat nacional de ruta d'Espanya.

## Trajectòria
Format a l'equip MMR de Samuel Sánchez, l'any 2022 fitxà per l'equip estatunidenc Hagens Berman Axeon. L'any 2023 s'incorporà al Movistar Team, equip espanyol de categoria UCI WorldTeam.

## Palmarès en ruta
- 2021
  -  Campió d'Espanya en ruta júnior
  -  Campió d'Espanya en contrarellotge júnior
- 2023
  - Vencedor d'una etapa al Tour de l'Avenir
- 2024
  -  Campió del Món de ciclisme en contrarellotge sub-23
- 2025
  -  Campió d'Espanya en ruta
  - Vencedor d'una etapa a la Volta a la Comunitat Valenciana
  - Vencedor d'una etapa a la Critèrium del Dauphiné

### Resultats al Tour de França
- 2025. 107è de la classificació general